# Крижовачук, Олег Петрович
Олег Петрович Крижовачук (род. 1954) — украинский деятель сельского хозяйства, Герой Украины (2007).

## Биография
Родился 23 мая 1954 года в с. Карначевка Лановецкого района Тернопольской области.
После окончания в 1976 году физико-математического факультета Тернопольского педагогического университета — работал учителем. С 1980 года работал директором межшкольной учебно-производственной мастерской в с. Новое Село Подволочисского района.
Затем пять лет был первым секретарем Подволочисского райкома комсомола, а позже — был избран председателем правления колхоза «Украина». После реорганизации колхоза работники единогласно поддержали кандидатуру Крижовачука на должность директора новообразованного ООО.
Работает директором сельскохозяйственного общества с ограниченной ответственностью «Украина», с. Скорики, Подволочисский район, Тернопольская область. Предприятие создано в 1986 году.
В 2002 году Олег Петрович был выбран депутатом областного совета.

## Награды и звания
- Герой Украины (23.08.2007 — за выдающиеся личные заслуги перед Украинским государством в развитии агропромышленного производства, внедрение прогрессивных технологий и передовых форм хозяйствования, многолетний самоотверженный труд).
- Награждён орденом «За заслуги» III степени (1999).
- Знак отличия Президента Украины — юбилейная медаль «20 лет независимости Украины» (19 августа 2011 года)[2]
- Заслуженный работник сельского хозяйства Украины (1993).